# Мартенсит

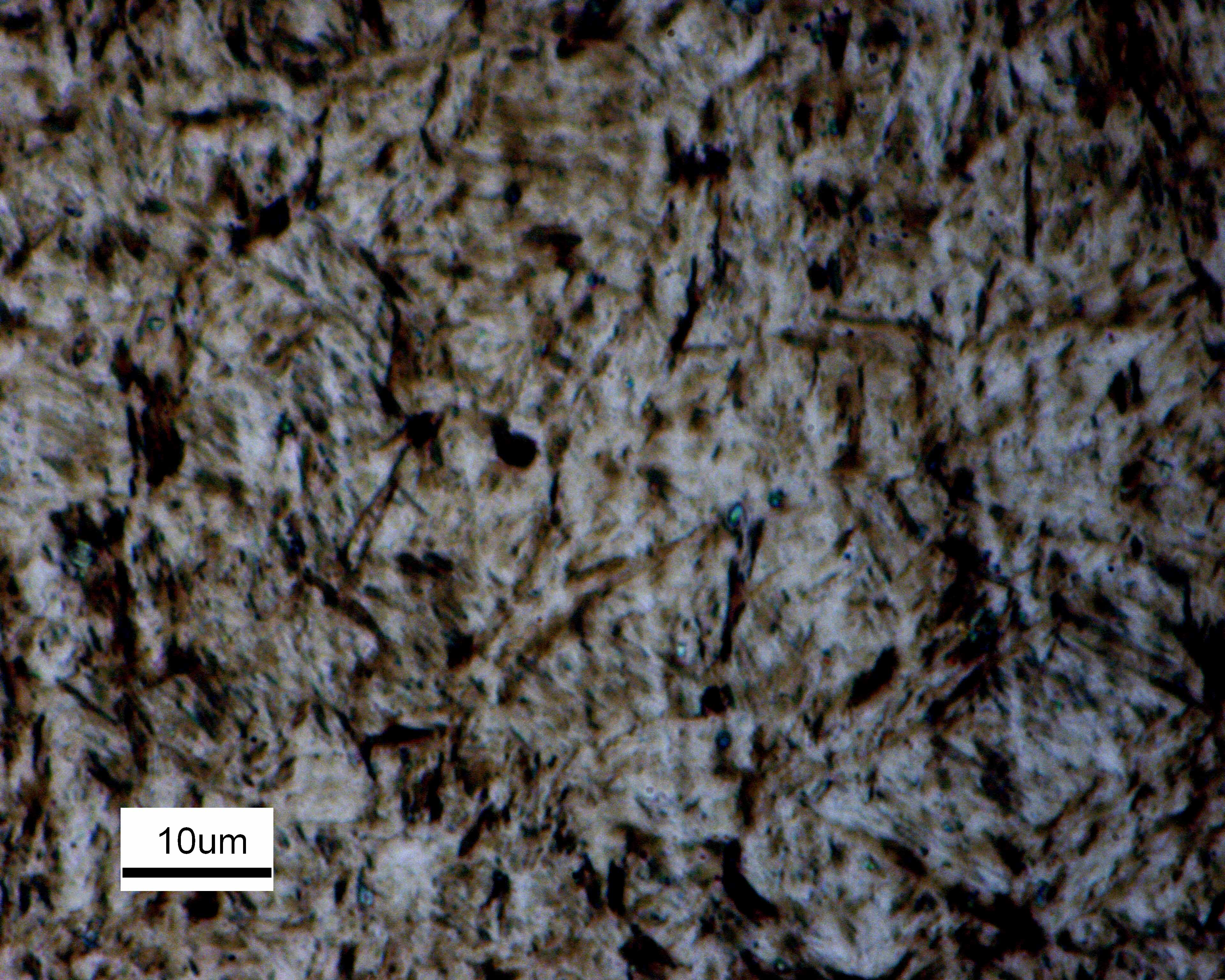
Включення мартенситу в сталі AISI 4140

Мартенси́т (англ. martensite) — загальна назва проміжних метастабільних структурних складових між термодинамічно стабільними високо- та низькотемпературними фазами, отриманих під час швидкого охолодження перших від температури, яка є більшою їхнього фазового переходу при рівноважних умовах.
Мартенсит у вуглецевій сталі утворюється при швидкому охолодженні аустеніту зі швидкістю, вищою за так звану критичну (гартуванні) і являє собою пересичений твердий розчин вуглецю в альфа-залізі низькотемпературної модифікації.

## Основні поняття
Мартенситами також називають фази інших матеріалів, утворені в результаті так званого мартенситного переходу, при якому атоми не встигають дифундувати в інші фази. Крім сталей можуть утворюватись і в безвуглецевих сплавах на основі заліза, міді, титану та інших металів з металами і домішками проникання, розчинність яких у високотемпературній рівноважній фазі перевищує розчинність у низькотемпературній фазі за умови охолодження високотемпературних фаз зі швидкостями вищими від критичних до температури нижчої від точки початку мартенситоутворення. Критичною швидкістю охолодження називають найменшу швидкість охолодження від температури нагрівання високотемпературної фази до температури, яка визначає мінімальний час, достатній для пригнічення процесів дифузійного перерозподілу легуючих елементів у високотемпературній фазі під час її переохолодження до температури мартенситоутворення. Точкою мартенситоутворення є температура, при якій термопружні напруження, які розвиваються при швидкому переохолодженні високотемпературної фази, розпад якої був зупинений, стають співрозмірними з пружними властивостями цієї фази при тій же температурі.

## Аустеніт у сплавах «залізо-вуглець»
В залізовуглецевих сплавах (сталях і чавунах) мартенсит виникає при вмісті вуглецю більше за 0,3 % при гартуванні у воді. Перед гартуванням сталь слід нагріти до температур, що забезпечують перехід фериту і перліту в аустеніт (понад 723 °С)
Фізичний механізм утворення мартенситу принципово відрізняється від механізму інших процесів, що відбуваються в сталі при нагріванні й охолодженні. Інші процеси мають дифузійний характер, тобто атоми переміщаються з малою швидкістю, наприклад, при повільному охолодженні аустеніту створюються зародки кристалів фериту і цементиту, до них в результаті дифузії прилаштовуються додаткові атоми і, нарешті, весь об'єм набуває перлітної або ферито-перлітної структури. Мартенситне перетворення є бездифузійним, атоми переміщаються за зсувним механізмом з великою швидкістю, швидкість поширення становить тисячі метрів за секунду.
При охолодженні аустеніту з швидкостями, меншими за критичну, можуть утворитись такі феритно-цементитні суміші: перліт, сорбіт, троостит, твердість яких значно менша, відповідно 15;30;40 HRC.
Мартенситні сталі характеризуються високою твердістю (55…65 HRC). Включення мартенситу в сталі виглядають голчастими. Вперше їх спостерігав у 1890 під мікроскопом німецький металург Адольф Мартенс, ім'ям якого названо мартенсит. При швидкому охолодженні аустеніт стає нестабільним, однак атоми вуглецю не встигають дифундувати й залишаються захопленими в структурі, яка змінює свою симетрію від гранецентрованої кубічної до об'ємноцентрованої тетрагональної, тобто витягується в одному напрямку в порівнянні зі об'ємноцентрованою кубічною. При витягуванні кристалічної ґратки утворюються дефекти, що перешкоджають ковзанню дислокацій, зменшуючи таким чином пластичність сталі, й збільшуючи її твердість. Структура є нерівноважною, і у ній мають місце великі внутрішні напруження, що у значній мірі і обумовлює високу твердість та міцність сталей з мартенситною структурою.
Надто великий вміст мартенситу в сталі призводить до крихкості, надто малий — м'якості.